# Space Tribe
Space Tribe czyli Olli Wisdom, artysta muzyki psychedelic trance pochodzący z Australii. Przed założeniem Space Tribe, Olli (również wymawiane Ollie) był głównym wokalistą zespołu The Specimen.

## Dyskografia
- Sonic Mandala (Spirit Zone Records 1997)
- The Ultraviolet Catastrophe (Spirit Zone Records 1998)
- The Future's Right Now (Spirit Zone Records 1998)
- 2000 O.D (Spirit Zone Records 1999)
- Religious Experience (Spirit Zone Records 2000)
- Shapeshifter (Spirit Zone Records 2001)
- Heart Beat (Spirit Zone Records 2002)
- Collaborations (Space Tribe Music 2004)
- Time S-T-R-E-T-C-H (Spirit Zone Records 2004)
- Thru the Looking Glass (2005)